# نکوماتا
نِکُوماتا (ژاپنی: 猫また هپبورن: Nekomata) نوعی گربهٔ یوکای هستند که در فولکلور ژاپنی، کایدان کلاسیک، جستارها و غیره توصیف شده است. دو نوع متفاوت از نکوماتا وجود دارد: آن‌هایی که در کوهستان‌ها زندگی می‌کنند و دیگری گربه‌های خانگی که پیر شده و تبدیل به یوکای شده‌اند. نکوماتا اغلب با باکه‌نکو، یکی دیگر از یوکای‌های گربه مانند اشتباه گرفته می‌شود. آن‌ها در شهرها و روستاها یافت می‌شوند و همانند سایر باکه‌نکوها متولد می‌شوند. هنگامی که یک نکوماتا به یوکای تبدیل می‌شود، دم آن از وسط به دو دم یکسان تقسیم می‌شود. این گربه‌های هیولا در حال راه رفتن بر روی پاهای عقب خود دیده می‌شدند و به زبان انسان‌ها صحبت می‌کردند.

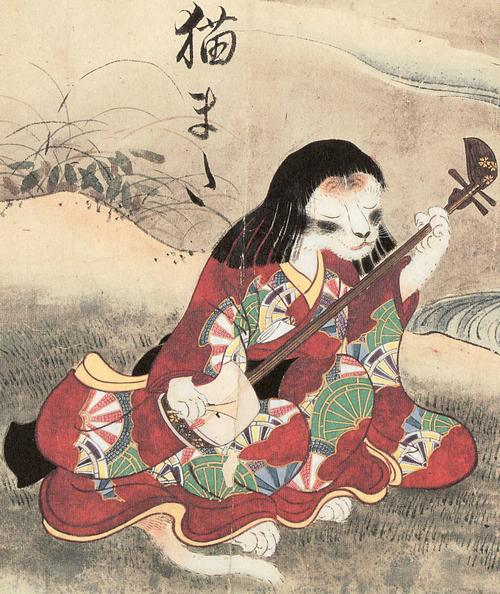
در طومار تصویری هیاکایی زوکان اثر ساواکی سوشی

در حالی که همهٔ باکه‌نکوها نسبت به صاحبان خود کینه‌توز یا خشونت‌آمیز نیستند، اما تمامی نکوماتاها چنین هستند؛ آن‌ها با دیدی تحقیرآمیز به انسان‌ها نگاه می‌کنند. آن‌ها گلوله‌های آتشین ایجاد می‌کنند و آغاز کننده آتش‌سوزی‌های بزرگی هستند که سبب کشتن بسیاری از مردم می‌شود. آن‌ها همانند استادان عروسک‌گردان اجساد را با قدرت نکرومانتیک خود کنترل می‌کنند، و از توانایی قدرتمند نفوذشان به منظور باج‌گیری و برده‌داری انسان‌ها استفاده می‌کنند. خطرناکترین و قوی‌ترین نوع نکوماتا در اعماق کوه‌ها زندگی می‌کند، جایی که به شکل گربه‌های وحشی همچون پلنگ و شیر پرسه می‌زنند.

## نکوماتای کوهی
نکوماتا در داستان‌هایی حتی زودتر از ژاپن ظاهر شده بودند. در دودمان سویی، واژه‌های 猫鬼 و 金花猫 برای توصیف گربه‌های اسرارآمیز به‌کار برده می‌شدند. در ادبیات ژاپنی، نکوماتا برای نخستین بار در دفتر خاطرات میگیتسوکی اثر فوجیوارا نو تیکا در اوایل دوره کاماکورا ظاهر شد؛ در آغاز دورهٔ تنپوکو (۱۲۳۳)، ۲ اوت، در نانتو (استان نارا کنونی)، گفته شده در شبی یک نکوماتا چندین نفر را کشته و خورده است. نکوماتا به عنوان یک حیوان درندهٔ کوهی توصیف شده است: برطبق میگیتسوکی، «آن‌ها چشمانی مانند گربه و بدنی بزرگ مثل سگ دارند». مقالهٔ تسوره‌زوره‌گوسا مربوط به اواخر دوره کاماکورا (تقریباً ۱۳۳۱) بیان می‌کند: «در گوشه و کنارهای کوهستان‌ها موجوداتی هستند که تحت نام نکوماتا شناخته می‌شوند، و مردم می‌گویند که آن‌ها انسان‌ها را می‌خورند». با این حال بسیاری از مردم این سؤال را دارند که آیا نکوماتا در واقع یک هیولای گربه است یا خیر. از آنجایی که گفته می‌شود مردم از بیماری به نام «عارضه نکوماتا» (猫跨病) رنج می‌برند، برخی نکوماتا را حیوانی تعبیر می‌کنند که به هاری مبتلا شده است.
حتی در مجموعه‌های کایدان، «تونوئیگوسا (宿直草)» و «سونوری مونوگاتاری (曾呂利物語)»، نکوماتاها خود را در فرورفتگی‌های کوهستان پنهان می‌کنند. داستان‌هایی وجود دارد که در اعماق کوهستان، آن‌ها به شکل انسان دگرپیکری می‌کنند. در دین عامیانه، داستان‌های زیادی از نکوماتای کوهستانی وجود دارد. در ادبیات متأخر، نکوماتای کوهی معمولاً تمایلی به بزرگتر بودن دارند. در «شین چومونجو (新著聞集)» نکوماتا گرفته شده در کوه‌های ولایت کی به بزرگی یک گراز وحشی هستند؛ در «واکون نو شیوری (倭訓栞)» مربوط به سال ۱۷۷۵ (آنه‌ای ۴)، غرش آن‌ها در سراسر کوه طنین‌انداز می‌شود و می‌توان آن‌ها را به بزرگی یک شیر یا پلنگ دید. در «گویسو (寓意草)» سال ۱۸۰۹ (بونکا ۶)، نکوماتایی که سگی را در دهان خود نگه می‌داشت، به اندازهٔ ۹ شاکو و ۵ سان (حدود ۲.۸ متر) توصیف شده است.

## شرح یوکای
در دوره ادو کتاب‌های زیادی در توصیف و تصویرسازی یوکای (یوکای اِماکی) منتشر شدند که در آن‌ها نکوماتا مکرراً به تصویر کشیده شده بود. در کتیبهٔ تصویری هیاکایی زوکان منتشر شده در سال ۱۷۳۷ (گمبون ۲) شامل تصویری از یک نکوماتا است که ظاهر زنی را در حال نواختن یک شامیسن فرض می‌کند. از آنجایی که شامیسن‌های دورهٔ ادو اغلب از پوست گربه استفاده می‌کردند، آن نکوماتای خاص هنگام نواختن سیم‌ها، آوازی غمگین درباره گونه خود سر می‌داد. قابل درک است که این تصویر به عنوان اثری طعنه‌آمیز تفسیر شده است. دربارهٔ پوشیدن لباس گیشا توسط نکوماتا، گاهی اوقات نکوماتا و گیشا مرتبط در نظر گرفته می‌شوند، زیرا گیشا زمانی گربه (نکو) نامیده می‌شد.